# Bo Bjelfvenstam

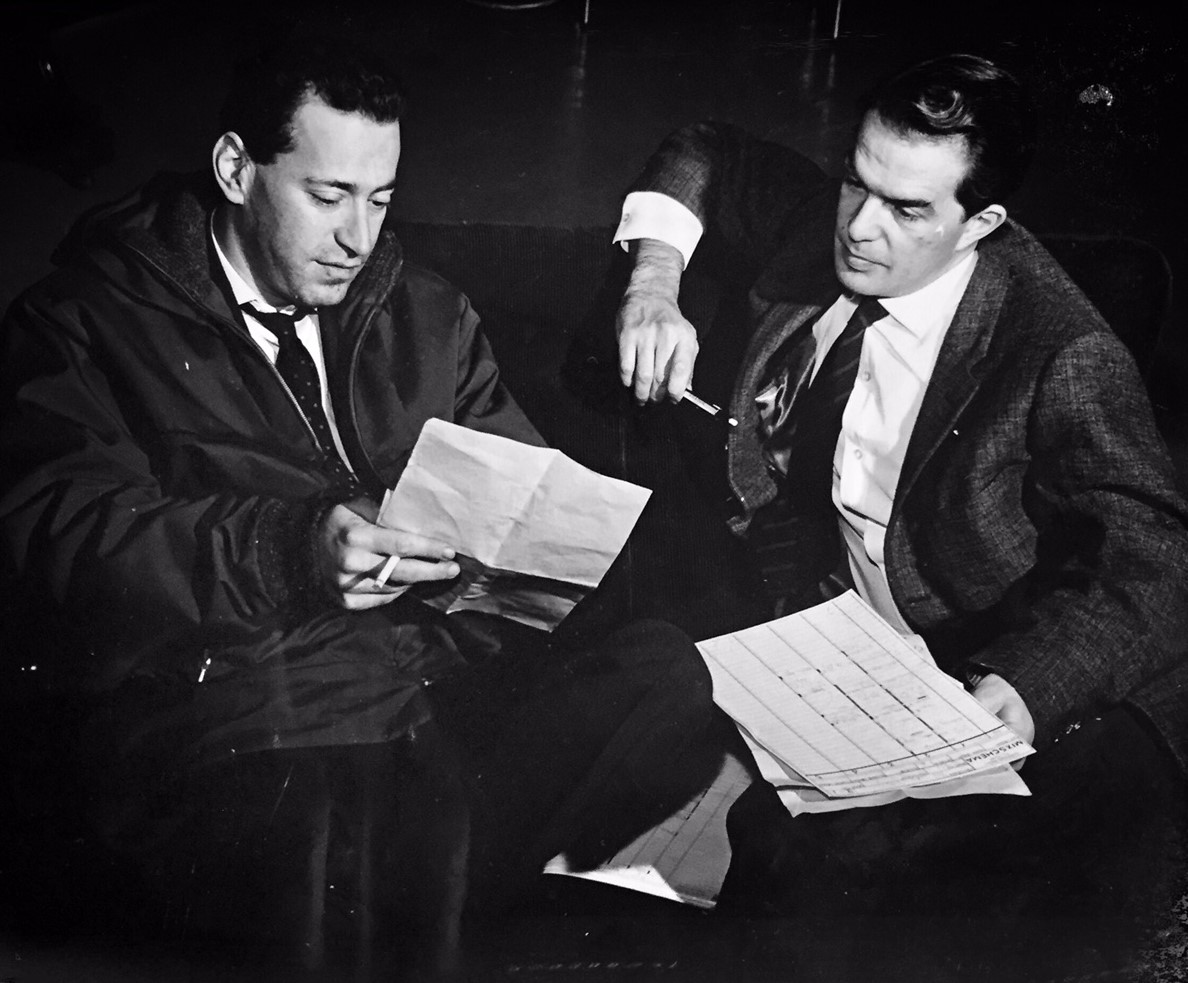
Steve Hopkins och Bo Bjelfvenstam (höger) under inspelningen av Sveriges ansikte, 1962.

Bo Gunnar Bjelfvenstam, född 24 april 1924 i Stockholm, död 9 maj 2025 i Stockholm, var en svensk manusförfattare, filmregissör, skådespelare, författare och TV-journalist.
Bo Bjelfvenstam var son till studierektorn Erik Bjelfvenstam och Karin Jacobsson samt bror till Björn Bjelfvenstam. Han studerade vid Uppsala universitet, blev fil.kand. 1944 och började efter värnpliktstjänstgöring arbeta med studentteater och film i Stockholm. Han har gjort flera dokumentärer, inte minst om Afrika. Han har även skrivit böcker med historiskt tema, bland annat De ville så mycket som handlar om svenska politiker från Karl XIV Johan till Olof Palme.
I anslutning till Bjelfvenstams 100-årsdag premiärvisades dokumentären 100-åringen som tror på framtiden. Filmen är gjord av Tom Alandh, som beskriver hur Bjelfvenstam byggde upp sin tids dokumentärfilm och genom sina många resor kunde berätta om kulturer långt ifrån vår egen.
Han gifte sig 1960 med Dorothea Richard (född 1933) och är far till Jonas Bjelfvenstam. Bo Bjelfvenstam är gravsatt på Skogskyrkogården i Stockholm.